# Kateřina (Skalná)
Kateřina (deutsch Katharinadorf) ist ein Ortsteil der Gemeinde Skalná (Wildstein) im tschechischen Okres Cheb (Bezirk Eger). 

## Lage
Der Ort im böhmischen Vogtland liegt in einem Waldgebiet etwa drei Kilometer südöstlich von Skalná rund fünf km von der deutsch-tschechischen Grenze bei Schönberg entfernt. Erreichbar ist der Ort von Süden her über das Dorf Hájek, das zum Katasterbezirk von Kateřina gehört, der eine Fläche von 4,44 km² umfasst. Nach Norden verläuft eine Straße ins ebenfalls zur Gemeinde Wildstein gehörend Grün.

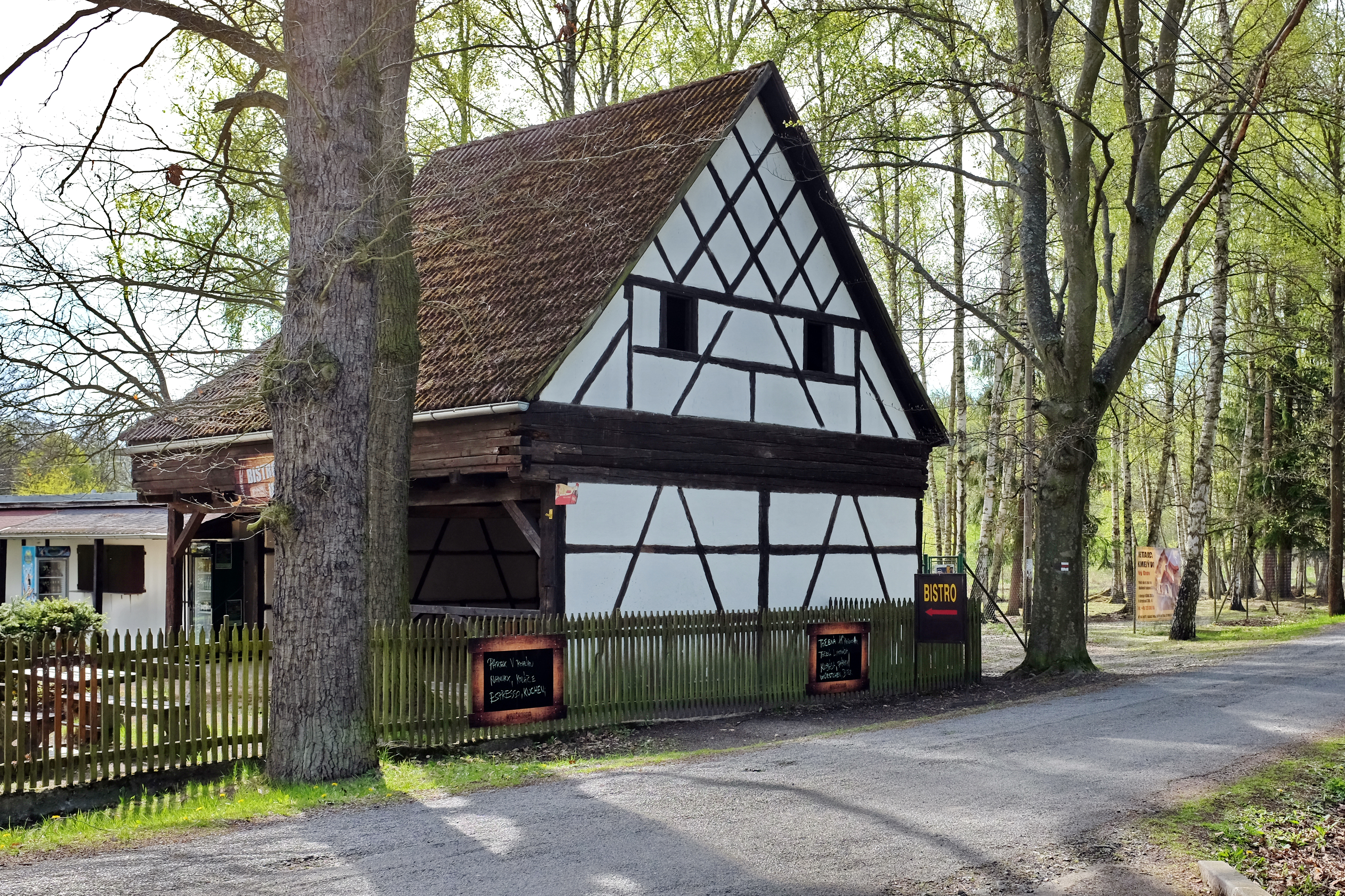
Blick in die Ortslage

## Geschichte
Im Vergleich zu anderen Dörfern der Region ist Katharinadorf erst spät gegründet worden: Die Ersterwähnung stammt aus dem Jahr 1846. Zuletzt lebten im Ort 2011 16 Personen, darunter drei Kinder unter 14.
| Jahr      | 1869 | 1880 | 1890 | 1900 | 1910 | 1921 | 1930 | 1950 | 1961 | 1970 | 1980 | 1991 | 2001 | 2011 |
| --------- | ---- | ---- | ---- | ---- | ---- | ---- | ---- | ---- | ---- | ---- | ---- | ---- | ---- | ---- |
| Einwohner | 202  | 224  | 202  | 165  | 215  | 212  | 297  | 144  | 50   | 65   | 47   | 30   | 20   | 46   |
| Häuser    | 14   | 16   | 19   | 18   | 19   | 20   | 25   | 30   | –    | 20   | 19   | 16   | 16   | 18   |

## Belege
1. ↑  Historisches Lexikon tschechischer Gemeinden 1869–2005; 1.Teil; S. 344 (Sprache: Tschechisch)
2. ↑  STATISTICKÝ LEXIKON OBCÍ ČESKÉ REPUBLIKY 2013 Podle správního rozdělení k 1.1. 2013 a výsledků sčítání lidu, domů a bytů k 26. březnu 2011 Zpracoval Český statistický úřad ve spolupráci s Ministerstvem vnitra ČR. 1. Januar 2013, S. 268, abgerufen am 19. März 2024 (tschechisch).
3. ↑  https://www.czso.cz/documents/10180/20537734/130084150411.pdf/